# رودولف بويسن
رودولف بويسن (بالإنجليزية: Rudolph Boysen)‏ هو  أمريكي، ولد في 14 يوليو 1895، وتوفي في 25 نوفمبر 1950 في آناهايم في الولايات المتحدة.

## وصلات خارجية
- رودولف بويسن على موقع الموسوعة البريطانية (الإنجليزية)
- رودولف بويسن على موقع إن إن دي بي (الإنجليزية)